# 武蔵野学院大学
武蔵野学院大学（むさしのがくいんだいがく、英語: Musashino Gakuin University）は、埼玉県狭山市広瀬台三丁目26番1号に本部を置く日本の私立大学。1912年創立、2004年大学設置。

## 沿革
- 1912年 - 大橋幼稚園創設
- 1920年 - 大橋家政女学校設立
- 1922年 - 武蔵野高等女学校設立
- 1981年 - 武蔵野短期大学開学（幼児教育学科）
- 1991年 - 武蔵野短期大学に国際教養学科を増設
- 2004年 - 武蔵野学院大学開学（国際コミュニケーション学部国際コミュニケーション学科）
- 2005年 - 武蔵野短期大学の国際教養学科を廃止
- 2007年 - 武蔵野学院大学大学院開設（国際コミュニケーション研究科国際コミュニケーション専攻修士課程）
- 2010年 - 武蔵野学院大学に日本語別科を開設
- 2011年 - 武蔵野学院大学大学院開設（国際コミュニケーション研究科日中コミュニケーション専攻博士後期課程）。国際コミュニケーション専攻修士課程は博士前期課程とする
- 2013年 - 武蔵野学院大学の日本語別科を廃止
- 2017年 - 武蔵野学院大学大学院国際コミュニケーション研究科日中コミュニケーション専攻博士後期課程の学生募集停止。国際コミュニケーション研究科国際コミュニケーション専攻博士後期課程設置

## 教育、研究組織

### 学部
- 国際コミュニケーション学部
  - 国際コミュニケーション学科

### 大学院
- 国際コミュニケーション研究科
  - 国際コミュニケーション専攻

## 併設校
- 武蔵野短期大学
- 武蔵野短期大学附属幼稚園
- 武蔵野中学高等学校

## 大学関係者

### 教職員
- 高橋暢雄 - 学長
- 大久保治男-名誉学長・法学者・元苫小牧駒澤大学学長・駒澤大学名誉教授
- 輪島直幸 - 教授・元NHKテレビ・ラジオ体操指導者（おかあさんといっしょ6代目体操のお兄さん）
- 澤口俊之 - 教授・人間性脳科学研究所所長・元北海道大学教授
- 島村英紀 - 特任教授・地震学者・地球物理学者・エッセイスト
- 大野松茂 - 客員教授・自由民主党元衆議院議員
- 五十嵐文彦 - 客員教授・民主党前衆議院議員
- 浅香光代 - 客員教授・女優